# Patrik Cibere
Patrik Cibere (* 13. srpna 1996 Brno) je český politik, člen KDU-ČSL a bývalý místopředseda Mladých lidovců. Od roku 2018 je také zastupitelem městské části Brno-Vinohrady za KDU.

## Život
Narodil se a vyrůstal v Brně. Vystudoval obor Bezpečnostní a strategická studia na katedře politologie FSS MU  a studoval na Právnická fakulta Masarykovy univerzity obor Teorie a praxe trestního a správního procesu.
Je také členem v univerzitního spolku Masarykova Studentská unie  a příslušník Aktivních záloh ČR.[zdroj?]
Od roku 2015 je členem Mladých lidovců [zdroj?]. V letech 2021-2023 vykonával funkci celostátního místopředsedy.
Ve volném čase se mimo politiku zabývá historií, hraním počítačových a deskových her, čtením fantasy literatury a občas se účastní larpů a nejrůznějších fanouškovských conů.

## Politické působení
V komunálních volbách 2014 kandidoval do zastupitelstva městské části Brno-Vinohrady za KDU-ČSL ze 13. místa a nebyl zvolen.
V komunálních volbách 2018 kandidoval do zastupitelstva městské části Brno-Vinohrady za KDU-ČSL+NK ze 2. místa a stal se zastupitelem. Kandidoval i do zastupitelstva Města Brna ze 36. místa ale nebyl zvolen.
V roce 2022 znovu kandidoval do městské části Brno-Vinohrady, tentokrát už za koalici SPOLU z čtvrtého místa a mandát obhájil. Kandidoval i do zastupitelstva Města Brna ze 20. místa, ale nebyl zvolen.[zdroj?]